# Bambini e adolescenti durante la seconda guerra mondiale
Durante la seconda guerra mondiale i bambini sia maschi che femmine, furono frequentemente protagonisti di eventi insurrezionali, nonché arruolati (volontariamente, coercitivamente o perché mentivano sulla propria età) da parte sia delle potenze dell'Asse e dagli Alleati, che da altri stati belligeranti e da gruppi ebraici. Erano dediti a servizi di vario tipo sia in luoghi non oggetto di combattimento diretto che nelle retrovie, fino ad essere impiegati in azioni belliche.
La tutela dell’infanzia era solo agli albori. In sistemi sociali nei quali lo sfruttamento minorile era consuetudine e non eccezione, agli occhi delle generazioni passate la partecipazione di fanciulli ad azioni belliche, sebbene rivestisse carattere di assoluta emergenza, poteva svolgere una funzione di riscatto sociale.
Bambini di tutte le parti in conflitto furono nel contempo vittime ed attori a diversi livelli nelle alterne fasi della guerra. Dopo il termine della guerra, una coltre di imbarazzato silenzio cadde su queste vicende, raramente evocate con pudore dai protagonisti (ad esempio il cancelliere tedesco Helmut Kohl).

## Legalità dei bambini soldato
La giurisprudenza riguardante l'impiego di fanciulli nei conflitti armati, come soldati o in ruoli di supporto negli apparati militari, ha conosciuto notevoli mutamenti nell'ultimo secolo.
Pochi anni dopo la prima guerra mondiale, nel 1924, la Società delle Nazioni redasse la Dichiarazione dei diritti del fanciullo, un primissimo tentativo di salvaguardare i diritti dei bambini e in particolare impedire che fossero coinvolti in scontri armati: il documento infatti affermava che i fanciulli avrebbero dovuto essere "protetti da qualsiasi forma di sfruttamento". Ciononostante l'ascesa al potere delle ideologie totalitarie e, in seguito, la deflagrazione della seconda guerra mondiale lasciarono milioni di bambini ancora una volta indifesi, che durante i sei anni di conflitto rimasero uccisi oppure orfani.

## Definizione di fanciullo
L'assenza di protezione legale per i bambini in tempo di guerra, e la conseguente mancanza di sanzioni per un loro sfruttamento, può essere collegata all'inesistenza di una definizione universalmente riconosciuta di fanciullo prima del 1945. Prima della creazione dell'ONU, la protezione e la salvaguardia dei bambini erano prevalentemente incorporate nello jus in bello, che mirava a bandire la guerra. Alla prova dei fatti, durante il secondo conflitto mondiale, tale corpus di leggi relativo alla tutela dei diritti dei bambini fallì completamente nell'affrontare con successo la definizione di bambino soldato. Negli ordinamenti giuridici dell'epoca non prevedevano alcuna sostanziale responsabilità penale dinanzi a una violazione dei diritti dei bambini presenti nello jus in bello. Nessuna disposizione vietava concretamente la partecipazione di giovanissimi a conflitti armati, né era mai maturata una dottrina che permettesse di descrivere un bambino in relazione alla sua capacità di essere coinvolto in un conflitto armato.

## Germania nazista

### La Gioventù hitleriana[5]

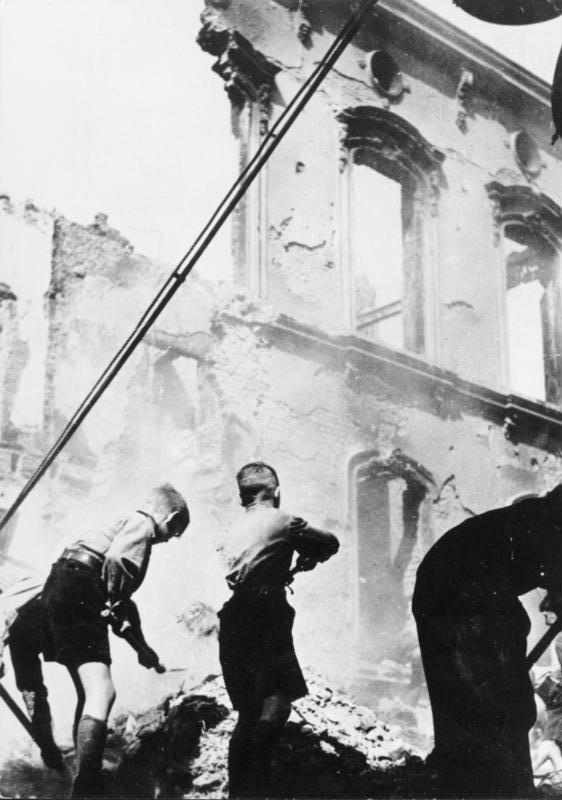
Bambini appartenenti alla Gioventù hitleriana rimuovono macerie dopo un bombardamento.

La Gioventù hitleriana (Hitlerjugend) fu l'organizzazione giovanile ufficiale finanziata dalla Germania nazista, creata per addestrare e indottrinare i giovani tedeschi (a partire dai 10 anni di età) con l'ideologia del nazionalsocialismo, allo scopo di prepararli a servire nelle forze armate e divenire «buoni cittadini», attraverso un sistema di addestramento militare e paramilitare, inculcando loro una lealtà ai limiti del fanatismo. Nel 1939, al principio della guerra, l'organizzazione annoverava ben 8 800 000 iscritti. Il numero tuttavia ebbe un crollo significativo nei mesi successivi (calò a poco più di un milione), in quanto i capi locali e di distretto, giovani tra i 20 e i 25 anni, furono arruolati in massa nell'esercito; ciò costrinse ad abbassare il limite d'età dei leader dei gruppi di quartiere a 16-17 anni. Ciascuno di tali assembramenti poteva contare fino a 500 ragazzi.
I ragazzi tedeschi cominciarono a rivestire ruoli, sia pur marginali, all'interno della macchina bellica sin dall'agosto 1940, in conseguenza dei primi bombardamenti britannici su Berlino: avevano già ricevuto addestramento come sentinelle e assistenti alle squadre dell'antiaerea delle principali città della Germania; in particolare, i più piccoli erano addetti ai proiettori da ricerca e, dopo ogni incursione, collaboravano alla rimozione delle macerie e alla ricollocazione delle famiglie. Nel 1942 furono poi creati gli Wehrertüchtigungslager o WELS ("campi di rafforzamento della difesa") sotto il diretto controllo della Wehrmacht, volti ad addestrare i giovani tra i 16 e 18 anni di età nell'utilizzo di armi da fanteria quali granate, mitragliatrici e pistole. Già nel 1943 questi giovani, inviati sui principali fronti di guerra, affrontarono in battaglia le truppe regolari britanniche, statunitensi e sovietiche. Sul fronte occidentale le truppe statunitensi inviarono rapporti circa la cattura di piccoli anche di otto anni soltanto, nonché di "artiglieri" di 12 anni o anche meno che impiegavano da soli piccole unità di cannoni.

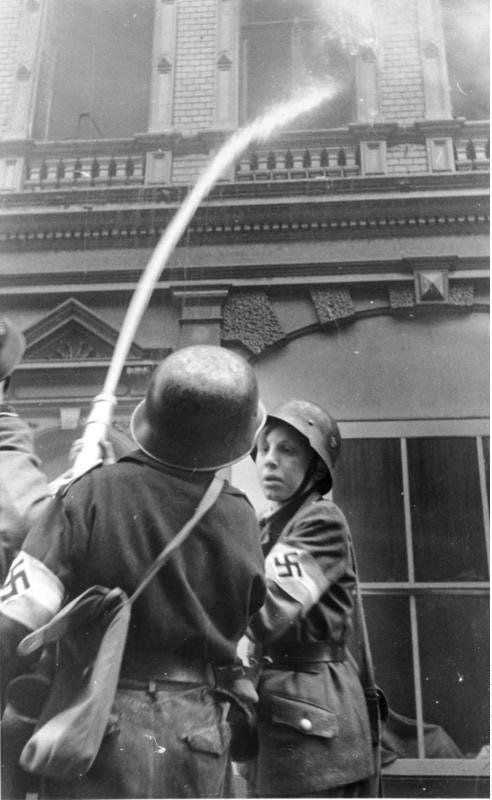
Ragazzi della Gioventù hitleriana impegnati a domare un incendio dopo un'incursione aerea a Düsseldorf (25 agosto 1943)

Con l'ingresso in guerra degli Stati Uniti e l'aumento esponenziale dei bombardamenti alleati sulla Germania, i tedeschi iniziarono ad evacuare i bambini nei cosiddetti "KLV", ovvero Kinderlandverschickung. Questi campi ospitarono circa 2,8 milioni di bambini durante la guerra: in essi vigeva una rigida routine, fatta da esercitazioni militari, paramilitari e indottrinamento. Tutto ciò contribuì a trasformare la mentalità dei ragazzi, cui era insegnata assoluta obbedienza e l'imperativo della legge del più forte, con conseguente incremento di soprusi e prevaricazioni commessi dai giovani più grandi o più forti.

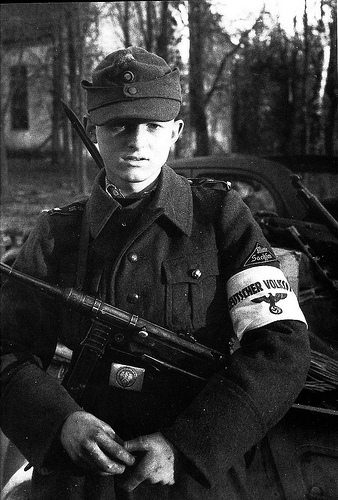
Un giovane sedicenne appartenente alla Volkssturm posa per una fotografia nella Prussia orientale. (ottobre 1944)

Con l'avanzare della guerra e la disfatta sempre più vicina, fu costituita la 12. SS-Panzer-Division "Hitlerjugend", che conobbe un pesante ordine di servizio nella battaglia di Normandia: si rese nota per la spietatezza dei suoi giovani soldati, che comunque subirono un alto tasso di perdite. Nell'estate 1944 fu inoltre istituita la Volkssturm, milizia popolare che riuniva tutti gli uomini abili tra i 16 e i 60 anni. I giovani d'età inferiore furono invece destinati a condurre operazioni di guerriglia, dirette dall'organizzazione Werwolf. Nei mesi finali della guerra le forze armate tedesche abbassarono ulteriormente l'età minima di arruolamento, andando a cercare reclute persino nelle scuole: i bambini erano quindi addestrati sommariamente e inviati a compiere missioni, di fatto, suicide, è citato il caso del quindicenne Heinz Schütze che, dopo mezza giornata di esercitazione con un lanciarazzi anticarro, ricevette una divisa da SS e fu inviato in battaglia. Verosimilmente, questi ragazzi, in caso di insubordinazione o tentativo di tornare a casa, potevano essere processati da una corte marziale e condannati a morte, oppure giustiziati sul posto.
Durante la battaglia di Berlino tutte le forze disponibili furono dirottate alla disperata difesa della città. Anche i bambini della Deutsches Jungvolk (una sezione separata della Gioventù hitleriana riservata a bambini e ragazzi dai 10 ai 14 anni) furono resi partecipi della difesa, sia volontariamente che tramite coercizione. I bambini potevano anche essere inseriti all'interno delle "Squadre per il combattimento ravvicinato contro carri", gruppi il cui compito era quello di affrontare i carri armati nemici con armi portatili.
Anche la Lega delle ragazze tedesche contribuì allo sforzo bellico, per quanto a lungo le iscritte fossero assegnate a compiti di retrovia o alla cura dei feriti: la dottrina nazista voleva infatti che le giovani donne rimanessero nelle città e nei borghi, occupandosi di compiti domestici e procreando le future generazioni di hitleriani. Nella primavera 1945, comunque, sempre più ragazze furono trasferite in prima linea, e molte servirono nelle batterie di cannoni FlaK da 88 mm.

### La 12. SS-Panzer-Divisione "Hitlerjugend"
Nel pieno della guerra (1943), la Germania creò un'intera divisione SS di panzer la cui maggior parte delle reclute aveva un'età composta fra i 16 ed i 17 anni, provenienti dalle brigate della Gioventù hitleriana. Nel 1º Battaglione più del 65% dei soldati era al di sotto dei 18, e solo il 3% ne aveva più di 25. Più di 10 000 ragazzi furono arruolati in questa divisione.
La 12. SS-Panzer-Division "Hitlerjugend" fu creata a guerra inoltrata per sopperire le più numerose perdite di vite umane sui fronti, con conseguente ondata di giovani volontari. Inizialmente considerati riserve, presto furono inquadrati nelle truppe di prima linea. Questi ragazzi furono protagonisti di vaste azioni, e furono alcuni fra i più fieri ed effettivi difensori nella Battaglia di Berlino. Durante lo sbarco in Normandia, la divisione perse il 60% dei propri effettivi, la maggior parte dei quali erano adolescenti.
Questi ragazzi acquisirono una formidabile reputazione per le loro pratiche violente e spietate, per sparare ai prigionieri, e per la morte di 64 soldati canadesi e inglesi fra il 7 ed il 16 giugno 1944.

## Unione Sovietica

### L'Armata Rossa e partigiani
Nell'Armata Rossa l'età minima consentita per arruolarsi era di 18 anni (19 per coloro che avevano ricevuto un'istruzione anche solo elementare), sebbene nella realtà parecchi bambini soldato prestassero servizio nelle forze armate sovietiche. Questa situazione derivava, spesso, dall'abitudine invalsa tra i soldati di accogliere nei loro ranghi i bambini rimasti orfani, e ritrovati nei resti dei villaggi o città man mano queste venivano liberate dalle truppe dell'asse, evitando di consegnarli alle autorità militari, che avrebbero provveduto a trasferirli in orfanotrofi. Per i piccoli, erano appositamente confezionate uniformi della loro taglia, e venivano loro consegnate armi da fuoco regolamentari. I soldati, infatti, pensavano che i bambini avrebbero avuto più possibilità di sopravvivere all'interno di un'unità militare, dove avrebbe ricevuto abiti, cibo e protezione armata, piuttosto che in un orfanotrofio o da soli: ben presto, i bambini e ragazzini furono ribattezzati affettuosamente "figli del reggimento" (in russo сын полка) ma, spesso di propria volontà, eseguirono missioni di ricognizione o sabotaggi. Addirittura sembra certo che presero parte a combattimenti in prima linea.
Centinaia di altri bambini entrarono a vario titolo nei movimenti partigiani, sviluppatisi sin dall'autunno 1941 dietro il fronte tedesco: si trattava quasi sempre di orfani, spesso divenuti tali a causa dei combattimenti. I partigiani usavano i bambini, per natura meno sospettabili di un uomo adulto, per recapitare messaggi o compiere attività in pieno giorno. Nella seconda metà del conflitto numerose bande partigiane, e con esse i bambini al loro seguito, furono integrate nei ranghi della Armata Rossa in avanzata verso ovest.

### Nelle retrovie
I bambini che vivevano nella Russia occidentale, e che pertanto non furono direttamente coinvolti nell'infuriare delle battaglie, furono comunque mobilitati per sostenere l'enorme sforzo di guerra sovietico. In queste circostanze, gli studenti di molte scuole fornirono manodopera per alcuni compiti militari, come il confezionamento di munizioni o la raccolta di funghi da inviare all'esercito per integrare le razioni alimentari. Studentesse furono impiegate come scrittrici per i soldati feriti, scrivendo le missive in loro vece. In numerosi casi i giovani furono inviati nei campi e nelle fabbriche a lavorare in sostituzione degli uomini al fronte.

## Regno Unito

### Home Guard
Nel Regno Unito ragazzi di 17 anni furono accettati all'interno della Home Guard, sorta di esercito territoriale operante agli ordini del British Army e formato nel 1940, una delle varie misure adottate per rispondere all'invasione tedesca (che allora pareva imminente) e da usarsi come "ultima linea di difesa". Il 27 settembre 1942 l'età minima per arruolarsi nell'organizzazione fu abbassata a 16 anni, previo consenso dei genitori., e i numerosi giovani che furono integrati nei suoi ranghi divennero collettivamente noti come "L'esercito di papà". L'allora Segretario di Stato per la guerra, Anthony Eden, invitò tutti gli uomini fra i 17 e i 65 anni a entrare nella Home Guard, cosa che incrementò l'afflusso di ragazzi. Inizialmente una semplice milizia disorganizzata, la Home Guard e i suoi giovanissimi volontari divennero gradualmente una forza ben equipaggiata e addestrata. Più di 1 200 effettivi morirono sotto i bombardamenti tedeschi.

### Boy Scouts
Allo scoppio della guerra più di 50 000 appartenenti allo scautismo e al guidismo furono addestrati nei programmi del servizio militare nazionale, fungendo da messaggeri per conto delle forze di polizia, da barellieri, ed espletando compiti di protezione civile. Il primo caso noto di impiego dei ragazzi fu la partecipazione dei Sea Scout durante l'operazione Dynamo, la difficile evacuazione del BEF da Dunkerque Il loro coinvolgimento segnò l'ingresso ufficiale dell'organizzazione nella guerra in corso.
Durante la battaglia d'Inghilterra, gli scout ebbero ruoli di supporto, più che di azione vera e propria: vennero impiegati sia nelle retrovie, che nelle città bombardate dalla Luftwaffe. Furono costituite squadre di intervento rapido che si sarebbero adoperate in caso di attacco; formate anche da ragazzini di 14 anni, avevano in dotazione standard elmetti di ferro e maschere antigas, ed erano addestrate all'uso di tutti i dispositivi antincendio. I ragazzi di età superiore ai 14 anni, invece, cooperavano quali sentinelle, vigilando sulle strutture più importanti e per segnalando incendi conseguenti ai bombardamenti. Negli ospedali svolsero anche ruoli assimilabili ai paramedici, coadiuvavando alla distribuzione ed allo spostamento dei feriti, assistendo i medici nel triage, evacuando i pazienti in caso di necessità. Si ha notizia che, in seguito a un bombardamento nei dintorni di Croydon, un ospedale colpito richiese l'assistenza degli scout: ragazzi più grandi di 14 anni prestarono il proprio aiuto in loco, incuranti delle bombe che continuarono a cadere nelle vicinanze.
Numerosi scout entrarono anche nella Air Raid Precautions (ARP), un'organizzazione di protezione civile che si occupava di gestire e mantenere attivi i rifugi antiaerei, di segnalare le incursioni in arrivo ed aiutare i civili feriti. Con il proseguire delle incursioni tedesche, tuttavia, i servizi di emergenza furono vicini al collasso e, quindi, gli scout furono dirottati a vasta gamma di altre mansioni: consegna della posta, rimozione delle macerie, raccolta di rottami metallici e legname, coltivazione nei campi, guardie contro atti di sabotaggi nelle infrastrutture, e quali operatori telefonici e addetti alla viabilità. Le Guide, invece, distribuirono maschere antigas tra la popolazione civile, insegnando ai bambini più piccoli come indossarle, e non disdegnarono di assumersi compiti più faticosi, come la preparazione dei rifugi antiaerei per i civili, lavori da elettricista, meccanico e segnalatori morse; parteciparono alla campagna governativa "Dig for Victory" ed offrirono supporto morale alla popolazione, cantando nei rifugi antiaerei, insieme ai civili, durante i bombardamenti, raccolsero fondi per l'acquisto di ambulanze, prendendosi cura dei bambini e dei ragazzi di famiglie che avevano perso la casa in seguito alle incursioni tedesche, e addirittura insegnarono ai civili tecniche scout per affrontare al meglio i danni da incursioni.
Nel gennaio 1941 fu fondata la branca degli Air Scouts, che permetteva ai ragazzi dei reparti (12-16 anni) di specializzarsi in attività legate all'aeronautica militare e al volo. Nel 1944 il Servizio Scout di Soccorso Internazionale (SIRS) inviò squadre di Rover e capi nell'Europa continentale per fornire aiuti umanitari; dieci squadre SIRS furono impiegate nel campo di concentramento di Bergen-Belsen una volta liberato.

### Altri corpi
Oltre alla Home Guard e ai Boy Scouts, anche gli adolescenti di altre associazioni diedero un contributo sostanziale allo sforzo bellico. La Croce Rossa e l'organizzazione di carità St. John Ambulance formarono tre squadre di ragazze fra i 15 e i 18 anni che prestarono aiuto all'ospedale di Croydon, così come anche in altre strutture mediche: lavorarono affiancando il personale sanitario e donarono sangue per le trasfusioni. Anche i cadetti della Air Defence Cadet Corps prestarono aiuto, riempiendo 600 sacchi di sabbia, poi sistemati all'interno degli ospedali per migliorare la resistenza degli edifici e la sicurezza dei pazienti.

## Impero giapponese
Nell'Impero giapponese, così come nella Germania nazista, fu posta molta enfasi sulla preparazione militare dei bambini in vista dello scoppio della guerra. Ben prima dell'avvento del fascismo, il sistema educativo nipponico mirava all'insegnamento dei valori tradizionali, soprattutto quelli legati al rispetto delle gerarchie, alla tradizione e al patriottismo. In seguito all'incidente di Mukden del 1931, il percorso formativo del sistema educativo nazionale divenne sempre più nazionalista e, dopo l'inizio della seconda guerra sino-giapponese nel luglio 1937, assunse connotati marcatamente militaristi, influenzato dalle idee dell'allora Ministro dell'istruzione Sadao Araki. Contemporaneamente, il colonnello Kingorō Hashimoto fondò il Partito dei Giovani del Grande Giappone (大日本青年党?, Dai-Nippon Seinen-tō), un'organizzazione giovanile che si ispirava alla tedesca Gioventù hitleriana: non ebbe però tempo sufficiente per realizzare i propri obiettivi: la guerra dirottò tutti gli sforzi verso l'esercito, e quindi la classe d'età che avrebbe dovuto entrare nella Dai-Nippon Seinen-tō finì direttamente arruolata nell'esercito, venendo poi assorbita dalla Taisei Yokusankai, il partito para-fascista, diventato poco più che una sezione giovanile del partito.
Dopo l'attacco di Pearl Harbor del 7 dicembre 1941, le scuole elementari furono rinominate "Scuole Nazionali del Popolo" (國民學校?, Kokumin Gakkō) e gli studenti obbligati a frequentare anche le "Scuole Giovanili" al momento del diploma: in questi istituti venivano insegnate materie tipiche di istituti professionali ed impartito un addestramento militare. Le scuole elementari avrebbero dovuto produrre "figli dell'Imperatore", pronti a combattere e morire per la patria giapponese. I principali obiettivi educativi erano l'insegnamento dei valori politici nazionali tradizionali, religiosi e morali. I bambini impegnavano metà del proprio tempo nell'indottrinamento sulla lealtà verso il sovrano di ascendenze divine, su frugalità, obbedienza, onestà e diligenza. Gli insegnanti ebbero disposizioni di impartire lezioni sulle "scienze giapponesi" alla "maniera imperiale", ovvero secondo una visione travisata della teoria evolutiva che voleva la razza nipponica scientificamente superiore alle altre. Anche le materie letterarie furono indirizzate verso temi militari e ai giovani (oggetto di preparazione fisica) fu richiesto di prestare servizio alla comunità.

### Unità militari
Nelle scuole gli alunni presero parte ad addestramenti militari sempre più frequenti, introdotti nei programmi di educazione fisica, le quali divennero parte integrante dell'istruzione obbligatoria. L'apparato militare giapponese, quindi, non si fece scrupolo ad adoperare i giovani per compiti prettamente bellici. In preparazione dell'attesa invasione degli Alleati, le autorità iniziarono programmi di addestramento rivolti agli adolescenti, che si esercitavano nell'impiego di lance di bambù e altre armi improvvisate (a causa della carenza di armi da fuoco) rispetto alla creazione di associazioni di difesa composte da civili. Si ha notizia di ragazzi di 17 anni che si offrirono volontari come piloti kamikaze.

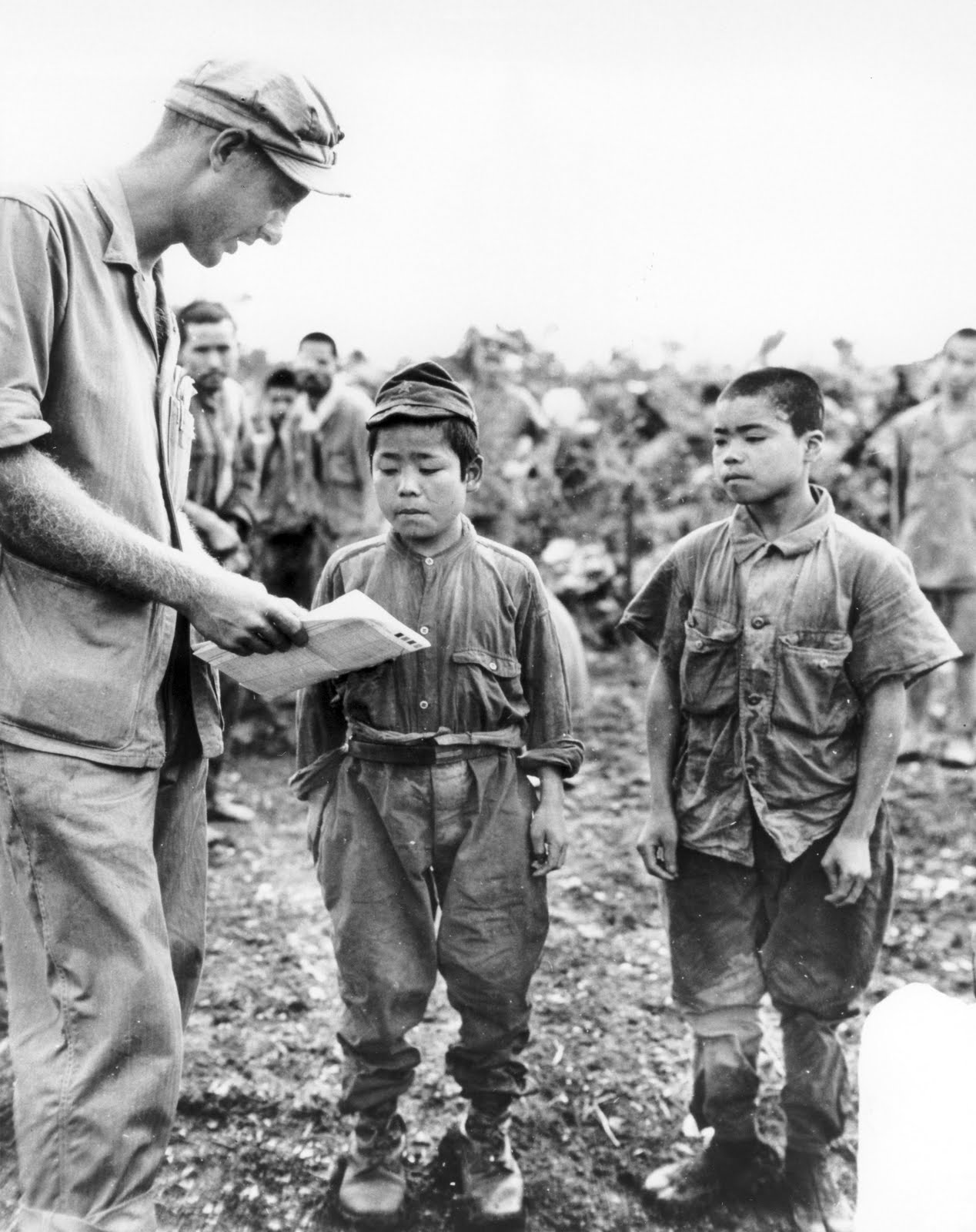
Il sergente dei marine Hart H. Spiegal cerca di comunicare con due giovanissimi soldati giapponesi, catturati durante la battaglia di Okinawa

Alla vigilia della battaglia di Okinawa l'Esercito imperiale giapponese mobilitò tutti gli studenti tra i 13 e i 19 anni presenti sull'omonima isola. Furono così arruolati 1 780 studenti delle scuole medie e superiori, di età compresa fra i 14 e i 17 anni, che furono organizzati nel cosiddetto Tekketsu Kinnōtai (鉄血勤皇隊? "Corpo imperiale di ferro e sangue") che avrebbe combattuto in prima linea. Anche le ragazze fra i 13 e 19 anni furono rapidamente reclutate nel Himeyuri Gakutotai (ひめゆり学徒隊? "Corpo della stella gigliata"), incaricato di fornire assistenza infermieristica. Il rastrellamento dei giovani era stato autorizzato dal potente Ministero della Guerra giapponese, che aveva molta più influenza dei ministeri civili; inoltre le autorità militari sul posto dettero un'interpretazione larga dell'ordinanza, che ufficialmente prevedeva di accettare gli studenti offertisi volontari: gli ufficiali, invece, imposero alle scuole di fare pesanti pressioni sui giovani e si arrivò a casi di falsificazione documentaria pur di integrarli nei ranghi. I Tekketsu Kinnōtai parteciparono ai sanguinosi scontri di Okinawa eseguendo quasi sempre attacchi suicidi, come gettarsi sulla fiancata o sotto i carri armati e facendosi esplodere con i mezzi; centinaia di altri ebbero ordine di condurre azioni di guerriglia. Alla fine della guerra fu calcolato che oltre metà dei giovani arruolati era perita nella battaglia.
Un altro caso di impiego arbitrario di bambini in guerra è esemplificato dalla Kaigun Tokubetsu Nenshō-hei (海軍特別年少兵? "Squadra speciale dei giovani soldati"). Nel 1941 Tokyo creò un nuovo corpo la cui età di ammissione era di 14-15 anni e che, inizialmente, era previsto dovesse fornire solo dei sottufficiali; le urgenze della guerra e la piega disastrosa che stava prendendo il conflitto, però, fecero sì che gli alti comandi decidessero di inviarli direttamente sul campo. I giovani soldati furono schierati nelle Filippine e a Iwo Jima per un totale di 17 000: in 5 000 persero la vita.
Dopo la disfatta finale della 32ª Armata a Okinawa nel giugno 1945, il governo giapponese emanò nuove leggi per la difesa del territorio nazionale: ragazzi maggiori di 14 anni e ragazze maggiori di 16 poterono arruolarsi nell'esercito regolare, pena il carcere in caso di diserzione. Anche i bambini più piccoli, evacuati a causa dei bombardamenti statunitensi, furono addestrati a fare uso di lance di bambù, di sassi e istruiti in varie tecniche di sopravvivenza; fu loro ripetuto che, iniziata l'invasione nemica, avrebbero costituito l'estrema difesa della nazione. La resa del Giappone rese superflua l'imponente operazione anfibia studiata da Washington, e risparmiò sofferenze e distruzioni altrimenti di vasta portata.

## Cina

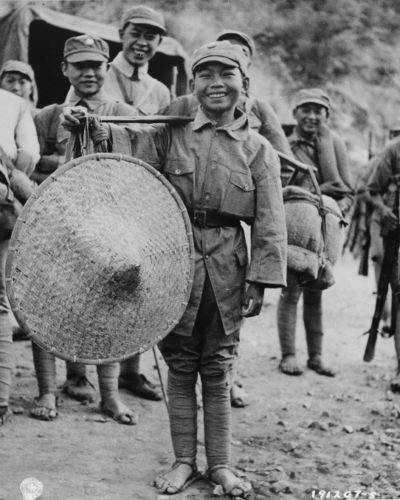
Un bambino arruolato nella 39ª Divisione, impegnata nell'offensiva lungo il Salween, nello Yunnan

La Repubblica nazionalista cinese era in guerra contro l'Impero giapponese dal luglio 1937, sebbene incidenti militari e battaglie si fossero verificati già dalla seconda metà degli anni venti. Inizialmente isolato, il governo del generale Chiang Kai-shek ricevette il pieno supporto statunitense dopo l'attacco di Pearl Harbor. Esistono poche informazioni riguardanti l'impiego di bambini soldato da parte dei cinesi, ma è certo che l'esercito nazionalista, nella prima fase della guerra, pensò di reclutarne più di 100 000. Una delle prime occorrenze di impiego di bambini soldato è testimoniato per la difesa di Shangai tra l'agosto e il novembre 1937. I piccoli tuttavia erano scarsamente addestrati, avendo avuto solo pochi mesi di preparazione superficiale, e quindi morirono a migliaia senza influire sull'andamento del duro scontro urbano. Le ragazze e le bambine, invece, furono impiegate come infermiere.
I bambini furono impiegati non solo in combattimento, ma anche in ruoli di supporto, quali genieri o lavoratori al servizio dell'esercito, sia in Cina che in Birmania. I bambini soldato non furono utilizzati solo dalla Cina nazionalista, ma anche dall'esercito guerrigliero del Partito Comunista Cinese di Mao Zedong.
È documentato il caso dell'adolescente Liao Junyi che, di propria volontà, lasciò la scuola e presentò domanda di arruolamento all'Aeronautica nazionalista: la sua richiesta, fu accolta ed egli partecipò a diverse azioni di guerra.

## Resistenza ebraica
Durante l'Olocausto ebrei di tutte le età parteciparono alla resistenza ebraica per sopravvivenza. La maggior parte degli atti di resistenza avvenne dopo il 1942, quando le atrocità commesse dai nazisti divennero manifeste. Molti leader politici ebreo-polacchi fuggirono da Varsavia poco prima dello scoppio della guerra, e quelli rimasti furono giustiziati, imprigionati o costretti a lavorare per conto dei tedeschi all'interno dei Consigli ebraici (Judenrat).
I capi del Movimento della Gioventù sionista (Hashomer Hatzair), fuggiti dall'Europa, tornarono alfine a Varsavia, ed assunsero il ruolo di capi locali per tutte le comunità ebraiche minacciate. Più di 100 000 giovani parteciparono ai movimenti di resistenza, nonostante tali attività sovversive fossero severamente proibite dai tedeschi e causassero pesanti rappresaglie. L'obiettivo dei gruppi sionisti cambiò con lo scoppio della guerra: prima del conflitto avevano puntato allo sviluppo sociali e alla presa di coscienza ideologica; in seguito, rispondendo a un crescente senso di responsabilità estrema nei confronti della propria gente, i sionisti iniziarono a educare i più giovani in scuole clandestine create nei ghetti.
Questi leader portarono avanti la resistenza nei ghetti, decidendo le azioni politiche e sociali. I giovani della resistenza sionista fecero parte dell'Armée Juive, un'organizzazione guerriglieria ebreo-francese creata nel 1942 da Abraham Polonski, Lucien Lublin e Dika Jefroykin, militarizzata dal febbraio 1943, ed operante nell'Europa occidentale. Nell'estate 1944 reparti di tale milizia presero parte alle rivolta di Parigi contro la guarnigione tedesca.
Molti membri del Movimento della Gioventù sionista parteciparono alla rivolta del ghetto di Varsavia dell'aprile-maggio 1943. La partecipazione dei bambini a tale rivolta è attestata e considerata eroica, seppure si trattasse al contempo di vittime.

## Polonia

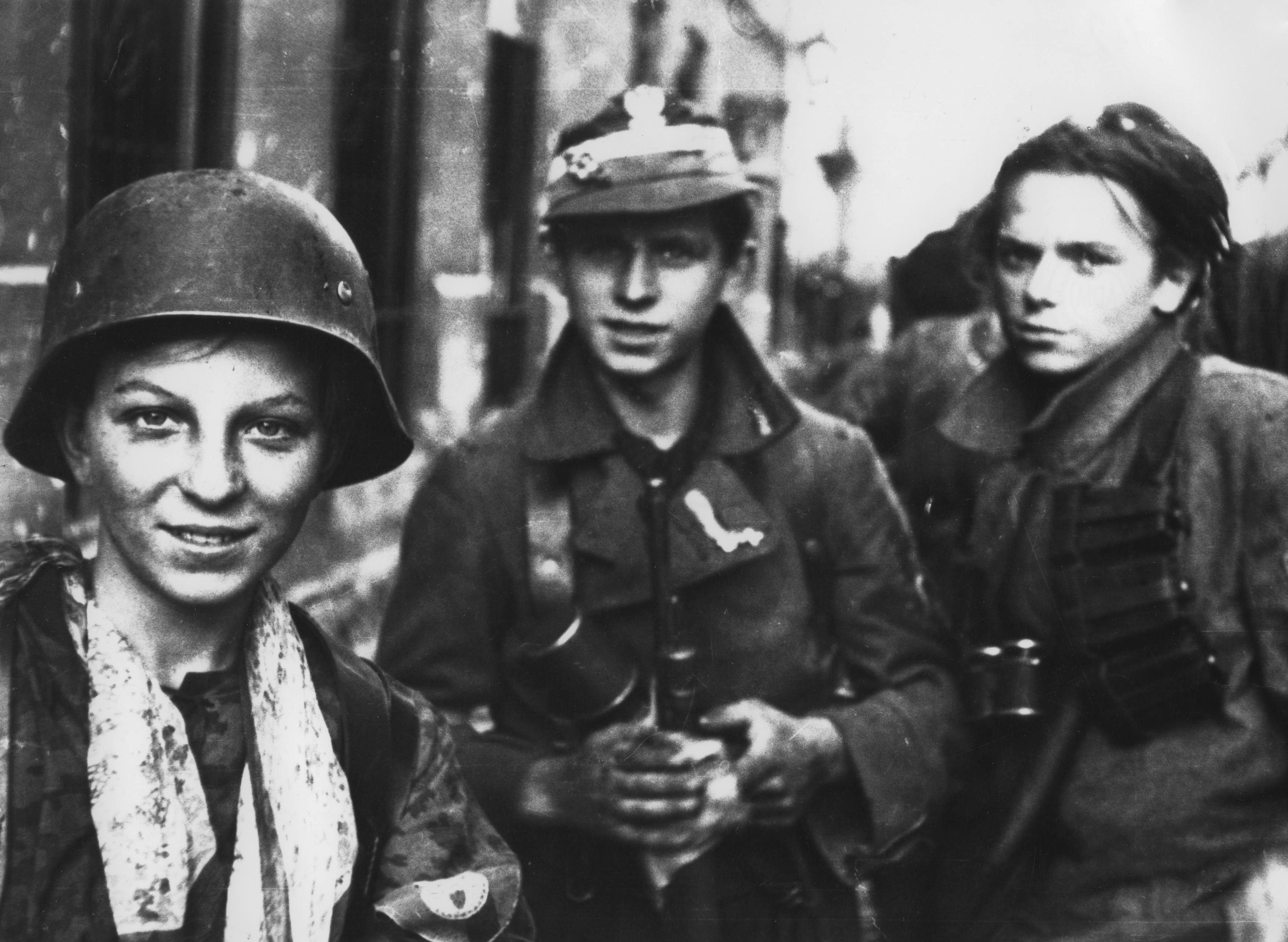
Gruppo d'assalto composto da scout, durante la rivolta di Varsavia dell'estate 1944

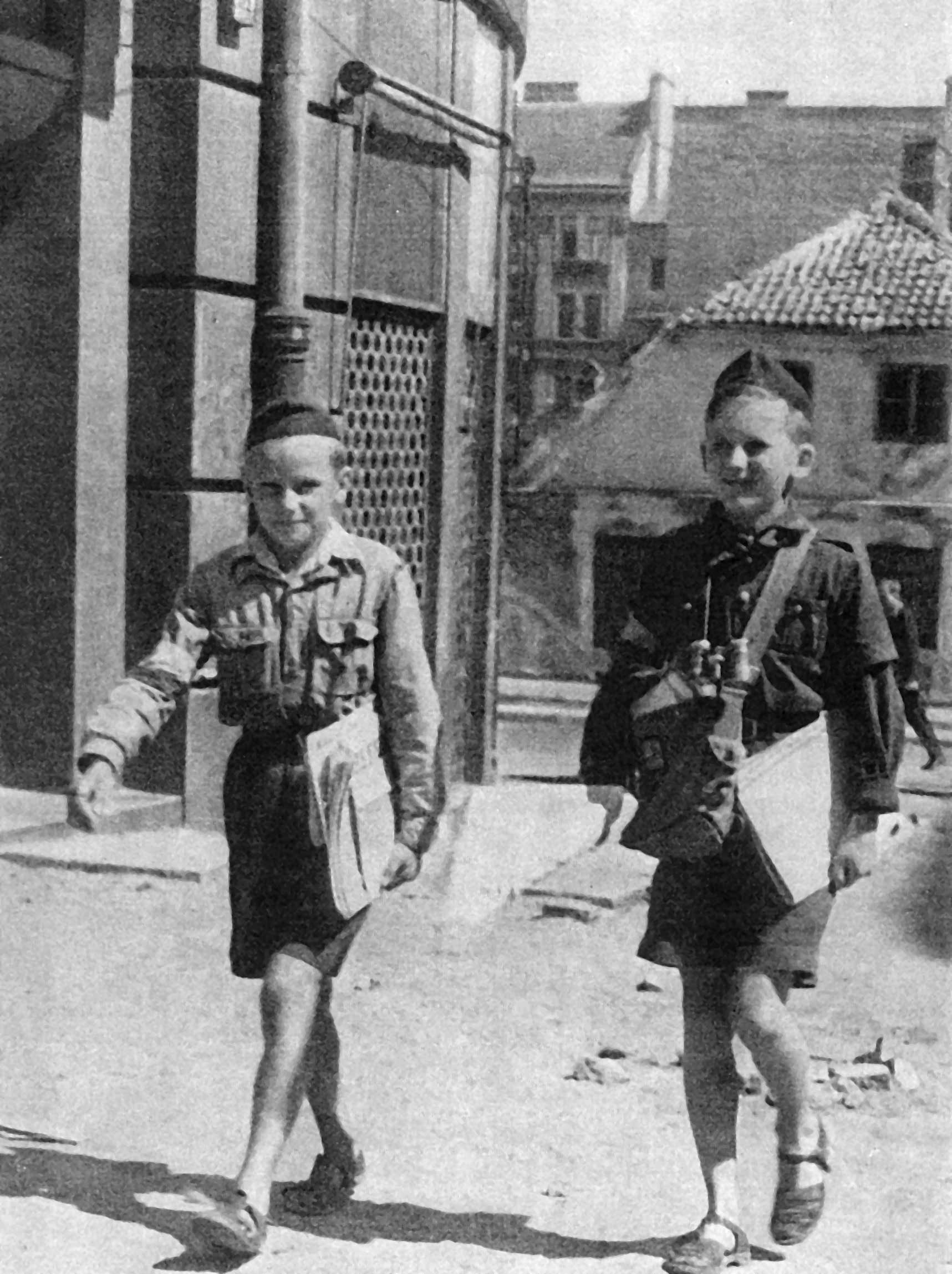
Due fratelli appartenenti al Servizio Postale Scout consegnano corrispondenza partigiana durante la rivolta di Varsavia

Dopo l'invasione della Polonia del 1939, il regime nazista bandì lo scautismo polacco, giustiziando molti giovani assieme ai loro capi, così come i sovietici giustiziarono molti degli scout imprigionati nella prigione di Ostaškov. La menomata Associazione degli scout e guide polacchi si evolse in un'organizzazione adatta a combattere una guerra clandestina: nacquero così i "Ranghi grigi" (Szare Szeregi), che collaborarono attivamente con lo Stato segreto polacco e l'Armia Krajowa tra 1939 e 1944. I ragazzi più grandi erano incaricati di missioni di sabotaggio, resistenza armata o di commettere assassinii mirati. Le guide, invece, servivano come unità ausiliarie nel ruolo di infermiere, messaggeri e portamunizioni. Anche i ragazzini più piccoli furono talvolta impiegati in limitate operazioni sovversive, quali il lancio di volantini, dipingere il kotwica (simbolo ufficiale della resistenza polacca) sui muri o sui monumenti nazisti. Durante le sollevazioni del ghetto dell'aprile-maggio 1943 e dell'agosto-settembre 1944, gli scout militarizzati combatterono con determinazione contro le truppe tedesche e molte unità dei Ranghi grigi, riunite nei cosiddetti Gruppi d'assalto (Grupy Szturmowe) furono considerate fra le migliori dell'Armia Krajowa. Posti alle dipendenze operative di quest'ultima, erano composti da ragazzi di 17 anni nella stragrande maggioranza e ricoprivano gli stessi compiti dei Ranghi grigi; in più, erano spesso incaricati di colpi di mano per liberare i prigionieri in mano tedesca, ed erano addestrati in scuole clandestine per sottufficiali, le quali previdero anche una preparazione politica a carattere generale volta a formare la futura classe dirigente polacca.
Inizialmente i Ranghi grigi avevano limitato l'età minima di arruolamento a 17 anni, riservando di fatto l'appartenenza al gruppo ai soli ex capi scout, ai rover e alle scolte. A dispetto di tali regole, però, furono quasi subito ammessi ragazzi più piccoli e, nel 1942, fu creata una struttura organizzativa che ricalcava quella precedente la guerra. I giovani fra i 12 e i 14 anni erano chiamati Zawisza, in onore di Zawisza Czarny, cavaliere e diplomatico polacco di epoca medievale e importante figura all'interno dello scautismo polacco. Questi ragazzi non prendevano parte alla resistenza attiva, ma erano addestrati a compiti ausiliari in previsione della rivolta nazionale, oltre a frequentare scuole segrete dove erano indottrinati sul proprio ruolo nel futuro della Polonia postbellica. I più famosi ausiliari furono i membri del Servizio postale scout, attivo durante la rivolta del ghetto di Varsavia.
Le Scuole di combattimento (Bojowe Szkoły) erano invece composte di ragazzi dai 15 ai 17 anni, addetti ai sabotaggi minori e a missioni di ricognizione e intelligence per conto dello Stato segreto.
L'ultima branca dei Ranghi Grigi era quella formata dai cosiddetti Gruppi d'assalto (Grupy Szturmowe), formati da ragazzi di età superiore ai 17 anni, sotto l'autorità diretta della sezione KeDyw dell'Armia Krajowa. Questi ragazzi venivano formati in scuole clandestine per sottoufficiali, con l'intenzione di prepararli a guidare la futura Polonia libera. Militarmente presero parte a grosse operazioni di sabotaggio, e formarono il nucleo duro delle forze speciali clandestine. Fra le azioni eseguite vi furono la liberazione di prigionieri da convogli e prigioni tedesche e la distruzione di ponti ferroviari, assassinî, e combatterono pesanti scontri con le forze tedesche.

## Regno d'Italia

### Forze fasciste
L'Opera nazionale balilla (ONB), così come la sua controparte tedesca, fu un'organizzazione giovanile creata con lo scopo di "riorganizzare la gioventù dal punto di vista morale e fisico". Il compito dell'organizzazione era quello di suscitare l'emotività dei giovani, più che il loro senso critico, e di plasmare le loro menti per renderle meno "pensanti" e più "attive", indipendenti. Inoltre aveva l'obiettivo di incoraggiare la diffusione della cultura dello sport e dell'attività fisica. Si puntava in pratica a preparare i giovani all'addestramento e alla vita militare. L'ONB ebbe in generale buon successo nell'appropriarsi del tempo libero, extrascolastico dei giovani, nonché dei piccoli di pochi anni, e nel diffondere le attività ritenute consone dal regime fascista (educazione fisica, agonismo sportivo); attenzione speciale ebbe la struttura paramilitare dei gruppi giovanili e l'uso obbligatorio di divise, allo scopo di incrementare lo spirito marziale dei ragazzi. Questo corso fu seguito fermamente a partire dagli anni trenta, quando le disposizioni imposero la preponderanza dell'aspetto militare (sino ad allora l'ONB era stata vista come utile strumento per rendere più completa e profonda la "fascistizzazione" della società italiana) sino al punto di incorporare addestramento pratico, conoscenza delle armi e delle formazioni di reparto. Nel 1937 l'ONB fu sciolta per confluire nella Gioventù italiana del littorio.

Giovanissime mascotte della Xª MAS. Foto ufficiale prima della partenza del battaglione verso il fronte di Anzio-Nettuno, nel 1944.

A differenza dei tedeschi, i militari italiani non integrarono ufficialmente bambini e adolescenti nel Regio Esercito, ma vari furono coloro che si arruolarono volontariamente: fu così possibile costituire la 136ª Divisione corazzata "Giovani Fascisti", formata esclusivamente da giovani fra i 17 e 21 anni che richiesero a gran voce di essere impiegati in combattimento. Inquadrati nel Panzergruppe Afrika del tenente generale Erwin Rommel, comprensivo anche del famoso Deutsches Afrikakorps, due battaglioni parteciparono alle operazioni di guerra nel Nordafrica contro gli Alleati, rimanendo ricordati soprattutto per la seconda battaglia di Bir el Gobi. L'impiego della divisione continuò anche dopo la disfatta a El Alamein ed essa fu pressoché annientata nella fase finale della campagna di Tunisia. Un 136º Reggimento "Giovani fascisti" era in ricostruzione in Italia quando fu sciolto ufficialmente su ordine del Ministero della Guerra nei giorni successivi alla destituzione di Mussolini, il 25 luglio 1943.
Dopo l'armistizio di Cassibile e la nascita della Repubblica Sociale Italiana, ragazzi e ragazze ancora fedeli all'ideologia del regime furono arruolati e armati: i primi confluirono nell'Esercito Nazionale Repubblicano e le seconde nel corpo delle "Ausiliarie". L'età minima per essere accettati era di 16 anni e i loro erano compiti di supporto alle truppe combattenti. Un esempio dell'uso di bambini soldato fu Franco Grechi, dodicenne mascotte del Battaglione Barbarigo della Xª MAS, che mentì pur di essere arruolato nella Marina Nazionale Repubblicana. Sono documentati altri casi in cui bambini accompagnarono corpi militari come mascotte.

### La Resistenza

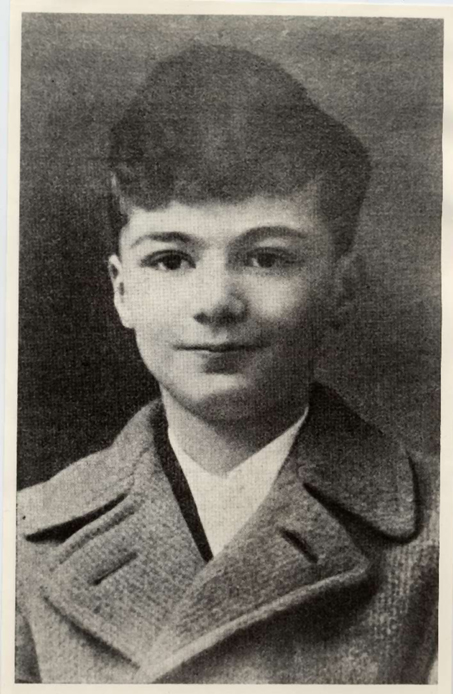
Franco Cesana

Franco Centro

Anche la resistenza italiana vide la partecipazione di bambini e adolescenti che entrarono in maniera spontanea nelle formazioni partigiane o ai movimenti clandestini di opposizione al nazifascismo. Erano spesso assegnati a incarichi ausiliari quali vedette, messaggeri o sabotatori; quantitativamente non disprezzabile, inoltre, si rivelò l'apporto informativo dato da ragazzini di 13-14 anni che, mentre giocavano ai margini delle strade e dei sentieri, tenevano a memoria o disegnavano i numeri e i simboli divisionali dei veicoli tedeschi di passaggio, nonché di reparti in movimento. Le notizie erano poi organizzate e fatte pervenire agli Alleati. Altro esempio di giovani in battaglia si ebbe a Modena, nella quale un gruppo di ragazzini optò per aiutare la resistenza spargendo chiodi sulle strade (allo scopo di forare gli pneumatici dei mezzi tedeschi) oppure rimuovendo le indicazioni stradali. I ragazzi si segnalarono anche per prestare soccorso a ebrei e aviatori o soldati alleati, aiutandoli a trovare un nascondiglio.
Numerosi furono gli episodi in cui bambini e adolescenti presero parte direttamente ai combattimenti. Gennaro Capuozzo e Filippo Illuminato perirono durante le Quattro giornate di Napoli, combattendo assieme a altri giovani scappati dal carcere minorile e scugnizzi. Ugo Forno, affiancato da altri giovani combattenti, morì a Roma difendendo un ponte dai guastatori tedeschi. Franco Cesana e Luciano Domenico morirono in scontri armati nel Nord-Italia. Altri giovanissimi membri della resistenza (Franco Centro, Beniamino Cobianchi, Roberto Di Ferro), fatti prigionieri, furono vittime di torture e esecuzioni da parte delle truppe nazifasciste. A 15 anni, Michele Di Veroli e Duilio Cibei perirono nell'Eccidio delle Fosse Ardeatine a Roma. I quattordicenni Marcello Martini e Franco Cetrelli furono i più giovani tra i deportati politici italiani, al campo di concentramento di Mauthausen.
Oltre 1 500 bambini in Italia furono vittime di stragi e rappresaglie: 130 nell'eccidio di Sant'Anna di Stazzema, più di 200 nella strage di Marzabotto, gli altri nei numerosi eccidi cosiddetti "minori". Ad essi si aggiungono i perseguitati per cause razziali. Dei 776 bambini ebrei italiani deportati ad Auschwitz ne sono sopravvissuti solo 25. Degli oltre 200 di età inferiore ai 14 anni, che furono deportati dal ghetto di Roma il 16 ottobre 1943 non ne è tornato nessuno.

### Le Aquile randagie
Una particolare forma di resistenza al fascismo fu l'esperienza di alcuni giovani che continuarono clandestinamente a formare gruppi scout, ufficialmente disciolti e proibiti dal fascismo. Tra questi vi fu il gruppo che si diede il nome di Aquile randagie. Questi ragazzi erano scout di Milano e Monza che svolsero attività giovanili clandestine già durante il periodo precedente la guerra, e più in là durante il conflitto, assieme ad altri, diedero vita all'O.S.C.A.R. (Organizzazione Scout Collocamento Assistenza Ricercati) che si impegnò in un'opera di salvataggio di perseguitati e ricercati di diversa nazione, razza, religione, con espatri in Svizzera e nell'ultimo periodo anche dei loro persecutori come ad esempio il colonnello delle SS Eugen Dollmann .
La nascita dello scautismo clandestino è da far risalire alla messa al bando del movimento scout in Italia, previsto dalle Leggi fascistissime del 1926, con lo scopo di eliminare qualsiasi forma di educazione giovanile concorrenziale a quella dei Balilla. Le leggi entrarono in vigore un anno dopo, ma fin da subito gli scout si posero in rottura con il fascismo. Pur sottoposti a repressione da parte delle autorità governative, gli scout continuarono a svolgere clandestinamente le proprie attività.
Fu alla firma dell'armistizio di Cassibile che il movimento iniziò una resistenza ancora più radicale. Si propose subito il dilemma se resistere passivamente o diventare partigiani e la risposta venne data seguendo i principi scout: "Noi non spariamo, noi non uccidiamo… noi serviamo!". Viene quindi combattuta una resistenza disarmata e non violenta. Il 12 settembre del 1943 fu istituita l'organizzazione O.S.C.A.R., la cui attività consisteva principalmente nell'espatrio di persone ricercate dai vari regimi. Sino alla fine della guerra l'organizzazione realizzò 2166 espatri clandestini, procurando più di tremila documenti falsi. Ebrei, oppositori politici, prigionieri di guerra, ma anche disertori tedeschi e italiani furono i beneficiari dei servizi dell'organizzazione. Anche fra le Aquile vi furono dei morti, come Nino Verri, fucilato il 16 aprile 1945 per aver soccorso un partigiano ferito e braccato dai militari della Repubblica Sociale Italiana.

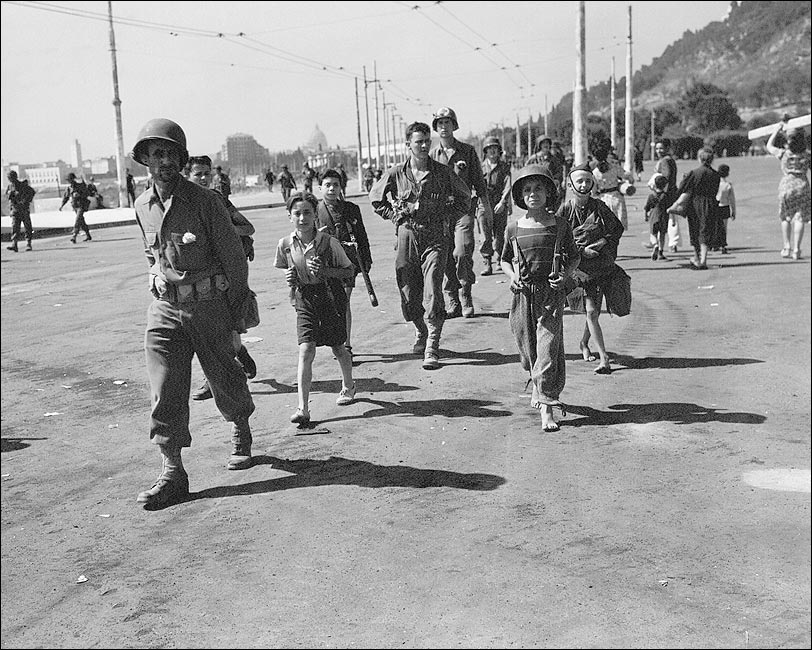
Alcuni bambini aiutano soldati americani trasportando il loro equipaggiamento durante la Liberazione di Roma del 1944.

Altri gruppi scout clandestini rimasero attivi in Italia negli anni del fascismo (uno di essi si riuniva addirittura a Palazzo Venezia, lo stesso dal cui balcone il Duce si affacciava per i suoi discorsi), ma le loro vicende non hanno avuto una così grande risonanza successiva.

### Mascotte
In altri teatri di guerra, i bambini delle popolazioni occupate da eserciti stranieri a volte legavano con i soldati per necessità o perché presi in carico dalle unità militari. Anche in Italia avvenne lo stesso. Durante la Campagna d'Italia, alcuni bambini potevano essere trovati al fianco delle unità angloamericane come facchini, o in generale prendendosi in carico qualsiasi servizio di supporto per tali truppe. Inoltre, come i loro colleghi sovietici, anche i soldati americani adottarono alcuni bambini rimasti orfani a causa dei combattimenti, dando loro uniformi e compiti di supporto, o tenendoli con sé come semplici mascotte.

## Altre nazioni
L'utilizzo dei bambini non fu limitato ai protagonisti del conflitto. Bambini e adolescenti finlandesi, estoni, lettoni, jugoslavi, francesi e di altre nazionalità furono impegnati nei combattimenti, parteciparono direttamente o indirettamente alle azioni di resistenza nei confronti dei vari invasori. In Jugoslavia ad esempio un ragazzo di 15 anni, Boško Buha (1926 - 1943), si unì ai partigiani e divenne un'icona della resistenza nazionale, arrivando a comandare un'unità di ragazzi granatieri e a farsi soprannominare "Artiglieria dei partigiani" per la bravura con cui lanciava le granate, e perendo in un agguato ad opera di cetnici.

## Cambiamenti legali dopo la guerra
La mancanza di una definizione di fanciullo e di strumenti di protezione dei bambini durante la guerra permise il loro sfruttamento, sia nei combattimenti che in altre attività militari.
Il 12 agosto 1949, a Ginevra, furono firmate una serie di convenzioni di diritto umanitario in tempo di guerra. Nel 1977 fu adottato il Protocollo Addizionale I relativo alla protezione delle vittime dei conflitti armati internazionali, il cui Articolo 77.2 recita:
Come il Comitato internazionale della Croce Rossa fece però notare, questa formula non si traduceva in un divieto completo, e anzi suggerì di inserire la frase "adottare tutte le misure necessarie", infine rifiutata in luogo della dizione "tutte le misure praticamente possibili" che lasciava ampio margine di interpretazione sulle misure possibili da mettere in pratica per salvaguardare i bambini. L'impedire inoltre il reclutamento di ragazzi sotto i 15 anni non avrebbe escluso casi di arruolamento volontario nei servizi armati. Durante i negoziati, arrivati alla frase "partecipare alle ostilità", fu aggiunta la parola "direttamente", aprendo così una scappatoia legale per destinare i bambini volontari a ruoli non combattenti quali messaggeri, portamunizioni, portaferiti e così via.
L'Articolo 4.3 (c) del Protocollo Aggiuntivo II, redatto sempre nel 1977, regola la protezione delle vittime dei conflitti armati non internazionali e stabilì che
Fu solo nel 1989 che, per la prima volta dopo il secondo conflitto mondiale, fu stipulato un accordo formale fra Stati: la Convenzione internazionale sui diritti dell'infanzia (CRC) che formulava specificatamente le linee guida della protezione e diritti dell'infanzia. La Convenzione definì i diritti civili, politici, economici, sociali, sanitari e culturali dei bambini, e costituì il punto di arrivo di un percorso storico che vide consacrare un riconoscimento crescente ai diritti dei bambini da parte della comunità internazionale. La Convenzione stabilì nel diritto internazionale l'obbligo per gli Stati contraenti di assicurarsi che i diritti elencati nell'accordo fossero rispettati.
Attualmente il Fondo delle Nazioni Unite per l'infanzia (UNICEF) definisce un bambino soldato "una persona sotto i 18 anni di età, che fa parte di qualunque forza armata o gruppo armato, regolare o irregolare che sia, a qualsiasi titolo - tra cui i combattenti, i cuochi, facchini, messaggeri e chiunque si accompagni a tali gruppi, diversi dai membri della propria famiglia. La definizione comprende anche le ragazze reclutate per fini sessuali e per matrimoni forzati." Il limite dei 18 anni è relativamente recente, essendo stato introdotto solamente nel 2002 all'interno del Protocollo opzionale sulla vendita di bambini, la prostituzione dei bambini e la pornografia rappresentante bambini. Prima del 2002 la Convenzione di Ginevra del 1949 e i Protocolli Addizionali del 1977 fissavano l'età minima per partecipare a un conflitto armato a 15 anni.

## Processi per crimini di guerra a carico di bambini soldato
La possibilità che i bambini possano essere perseguiti penalmente per aver commesso crimini di guerra è questione controversa.
Subito dopo la fine della seconda guerra mondiale, i bambini rimasti coinvolti nel conflitto non poterono essere processati, perché al pari della assenza di tutela nei loro confronti non esistevano strumenti legislativi dedicati; si verificarono purtuttavia rari procedimenti giudiziari a carico di giovani o di bambini che, nel corso del conflitto, avevano partecipato ad atrocità, massacri, soprusi. È il caso del "Processo Johannes Oenning e Emil Nix", nel quale due ex appartenenti alla Hitlerjugend furono dichiarati colpevoli dell'esecuzione di un prigioniero di guerra: comunque la loro giovane età mitigò la sentenza. A parte casi sporadici, dal 1945 in avanti nessun bambino fu processato per crimini commessi in tempo di ostilità.
Attualmente il diritto internazionale non proibisce di adottare provvedimenti penali nei confronti di bambini che violino il diritto internazionale e di guerra, sebbene l'Articolo 37 della CRC limiti la severità delle pene infliggibili. Questo divieto include "la pena capitale, l'ergastolo senza possibilità di essere rilasciato".
Nel 1998 fu adottato lo Statuto di Roma poi entrato in vigore nel 2002, il cui Articolo 8.2 (b) (xxvi) recita: "reclutare o arruolare fanciulli di età inferiore ai quindici anni nelle forze armate nazionali o farli partecipare attivamente alle ostilità" è un crimine di guerra.
Secondo i Principi di Parigi e le Linee guida sui minori associati con forze e gruppi armati, bambini accusati di crimini di guerra dovrebbero essere trattati come vittime e, in accordo con il diritto internazionale ai sensi della giustizia riparativa, dovrebbe essere loro concessa la riabilitazione sociale coerentemente con i trattati e i principi riguardanti la protezione dei minori.